# Kos (priimek)
Kos je deseti najbolj pogost priimek v Sloveniji, ki ga je na dan 1. januarja 2024 uporabljalo 3700 oseb in je desti najbolj pogost slovenski priimek. Pogost je tudi v nekaterih drugih slovanskih okoljih, zlasti na Poljskem in Hrvaškem. V Sloveniji je najpogostejši priimek v Zasavski statistični regiji, kjer živi 226 oseb s tem priimkom in je po pogostnosti na 7. mestu; največ ljudi s tem priimkom, 936, pa živi v Osrednjeslovenski statistični regiji.  

## Izvor
Po mnenju Janeza Kebra priimek Kos izhaja iz imena ptiča kosa (Turdus merula). Na Dolenjskem ptiča imenujejo kus in od tod so izpeljani priimki Kus, Kusel, Kuselj, Kusič, Kussel in podobni.
Priimek Kos bi lahko ponekod izhajal tudi od položaja kmetije na hribu, imenovanem kosje ali tudi kozje.

## Znani slovenski nosilci priimka
- Albert Kos (1913—1947), pravnik in (levičarski) publicist
- Albert Kos (1948—2022), gledališki režiser, lutkar
- Alojzij Kos, kipar
- Ana Kos Zalokar (1891—1979), zdravnica, humanitarna in družbenoprosvetna delavka
- Andrej Kos (*1973), elektrotehnik, univ. prof.
- Anica Mikuš Kos (*1935), pedopsihiatrinja, humanitarna delavka
- Anton Kos - Cestnikov (1837—1900), književnik, publicist
- Anton Kos - Čobo (1922—?), rudar, partizan, kočevski odposlanec
- Anže Kos (*1993), košarkar
- Blaž Kos (*1979), alpinist/plezalec?
- Bor Kos, elektrotehnik
- Boris Kos (*1973), igralec
- Boštjan Kos (*1976), hokejist
- Božidar Kos (1934—2015), skladatelj, akademik
- Božo Kos (1931—2009), ilustrator in karikaturist
- Damir Domitrović-Kos (1963—2016), gledališki in umetniški producent
- Dejan Kos (*1966), germanist, literarni zgodovinar
- Dejan Kos (*1990), nogometaš
- Drago Kos (*1953), prostorski (urbani) sociolog, prof. FDV
- Drago Kos (*1961), pravnik, kriminalist in nogometni sodnik
- Dušan Kos (*1963), zgodovinar
- Evelina Kos (*1996), nogometašica
- Fran Kos (1885—1958), zoolog, kustos
- Franc Kos (razločitev), ime več oseb
  - Franc Kos (1853—1924), zgodovinar
  - Franc Kos (1912—1966), umetnostni zgodovinar
  - Franc Kos (*1966), vojni zločinec
- Gaja Kos (*1979), literarna kritičarka, publicistka, prevajalka
- Gojmir Anton Kos (1896—1970), slikar, profesor, akademik
- Ivan Kos (1846—1907), podjetnik in šahist
- Ivan Kos (1849—1931), filolog, šolnik (ravnatelj gimnazije v Pazinu)
- Ivan Kos (1895—1981), slikar, grafik
- Ivan Kos (*1962), biolog, krajinski ekolog, strokovnjak za varstvo divjih zveri, univ. prof.
- Janez Kos
  - Janez Kos (1935—2021), muzealec, kustos
  - Janez Kos, astronom
- Janina Kos, prevajalka
- Janko Kos
  - Janko Kos (1891—1934), častnik (preporodovec)
  - Janko Kos (*1931), literarni teoretik in zgodovinar, komparativist, univerzitetni profesor, akademik
  - Janko Kos (*1959), profesor farmacevtske biokemije, evropski akademik
  - Janko Kos (*1961), župan
- Jerca Kos, prevajalka
- Jože Kos, mizar, lesar
- Jože Kos (1908—1969), bibliotekar, založnik?
- Jože Kos Grabar (*1959), geodet, pesnik, publicist, aktivist
- Lada Kos, pevka
- Leon Kos (1918—2006), zdravnik ginekolog
- Leopoldina Kos (1889—1968), političarka in pedagoginja
- Lojze Kos (*1950), novinar, dopisnik
- Lovro Kos (*1999), smučarski skakalec
- Marijan Kos (1909—1973), operni pevec
- Marjan Kos (1929—2024), novinar
- Marjan Kos, ustavni pravnik
- Marjana Kos (*1968), arhivistka
- Marjanca Kos, biologinja, pedagoginja
- Marjeta Šašel Kos (*1952), arheologinja in klasična filologinja
- Marko Kos (1925—2020), strojnik, promotor tehniške inteligence, publicist
- Marta Kos (*1965), predavateljica, diplomatka, podjetnica
- Mateja Kos Zabel (*1958), umetnostna zgodovinarka, muzealka
- Mateo Kos (*1982), likovni ustvarjalec
- Matevž Kos, rudar iz Jereke, eden od prvopristopnikov na Triglav 1778
- Matevž Kos (*1966), literarni zgodovinar in teoretik, kritik, esejist
- Miha Kos (*1962), fizik in pedagog znanosti (Hiša eksperimentov)
- Milan Kos (*1962), redovnik minorit, provincialni minister
- Milko Kos (1892—1972), zgodovinar, univerzitetni profesor, akademik
- Miran Kos, podpredsednik Olimpijskega komiteja Slovenije
- Miroslav Kos (1903—1996), arhitekt, publicist
- Mitja Kos (*1973), farmacevt, prof. FFA
- Monika Kos (*1979), košarkarica
- Nataša Kos, diplomatka (MZZ)
- Nataša Kos Križmančič, pesalka, koreografinja
- Neja Kos (*1943), plesna kritičarka, publicistka
- Peter Kos (*1950), arheolog, numizmatik, muzealec
- Petra Kos Gnamuš, novinarka, dopisnica
- Poldka Kos, učiteljica, aktivistka, šolnica v Prekmurju
- Saša Kos (*1953), bibliotekarka in političarka
- Simon Kos (1911—1941), protifašist, slovenski narodni mučenik
- Sonja Kos-Kraigher (1917—1970), prevajalka
- Stanislav Kos (1911—1990), teolog in bibliotekar
- Tine Kos (1894—1979), kipar
- Tone Kos (1888—1975), športni delavec (težka atletika)
- Tone Kos, slikar/risar ?
- Toni Kos (*1972), šahist
- Viktor Kos (1899—1987), duhovnik, dekan, monsinjor
- Viktorija Kos, teologinja, pisateljica, raziskovalka vzhodnih filozofij in duhovnih izročil ter prevajalka
- Vili Kos (*1927), kartograf
- Vladimir Kos (1912—?), cerkveni glasbenik
- Vladimir Kos (1924—2022), jezuit, misijonar, jezikoslovec in pesnik
- Ženja Leiler Kos (*1966), kulturna novinarka, urednica, kritičarka

## Znani tuji nosilci priimka
- Ćiril Kos (1919—2003), hrvaški škof (Đakovsko-sremski)
- Dragutin (Karl) Kos (19.stoletje), hrvaški gozdar
- Erika Kos (1925—1990), hrvaška agronomka in biokemičarka
- Hubert Kós (*2003), madžarski plavalec
- Igor Kos (*1978), hrvaški rokometaš
- Ivan Kos (*1944), hrvaški oboist
- Józef Kos, poljski vojni veteran
- Jurij Kos, ruski botanik slovenskega rodu (sin Ivana Kosa)
- Károly Kós, madžarski arhitekt
- Koraljka Kos (*1934), hrvaška muzikologinja, profesorica in akademičarka
- Ksenija Kos (Kos-Lukinić) (*1938), hrvaška pianistka in klavirska pedagoginja
- Lada Kos (*1944), hrvaška šansonjerka in kantavtorica
- Lucijan Kos (1911—1994), hrvaški pravnik in ekonomist pomorstva
- Maja Kos, srbska sinhrona plavalka
- Mario Kos (1936—2013), hrvaški pravnik, odvetnik in (ustavni) sodnik
- Mile (Miodrag) Kos, srbski nogometaš
- Miodrag Kos (*1925), hrvaški novinar in nogometni trener
- Monika Kos (*1967), avstralska novinarka
- Paul Kos, ameriški konceptualni umetnik
- Petar Kos (1917—2007), hrvaški kipar in slikar
- René Kos, nizozemski kolesar
- Rudolph Kos, ameriški duhovnik (pridigar)
- Tomasz Kos, poljski nogometaš
- Tomáš Kos (*1967), češki biatlonski trener v Sloveniji
- Vera Kos-Paliska (*1942), hrvaška slikarka in likovna pedagoginja
- Vesna Kos (1930—2015), hrvaška inženirka elektrotehnike, univ. prof.
- Vinko Kos (1914—1945), hrvaški pesnik (međimurski) (frančiškansko gimnazijo obiskoval mdr. v Škofji Loki)
- Vladimir Kos (1922—2007), hrvaški gradbeni inženir
- Vladimir Kos (*1937), hrvaški skladatelj zabavne glasbe in ilustrator
- Zorko Kos (1930—2018), hrvaški gradbenik, hidrotehnik, univ. prof.